# Megara
Megara — іспанський гурт, який був створений у Мадриді, Іспанія в 2015 році. Складається з Кензі Луветт, Вітті Крокутта, Тіо Робер Буено та Рафаели Таче. Представники Сан-Марино на Пісенному конкурсі Євробачення 2024 із піснею «11:11».

## Історія

### Заснування та подальші часи (2015—2022)
Гурт Megara був створений в місті Мадрид, Іспанія в 2015 році гітаристом Тіо Роберо Буено і вокалісткою Кензі Луветт. Того ж року гурт випустив свій дебютний мініальбом Muérase quien pueda. Через рік вони випустили Siete, свій перший студійний альбом. Після публікації їхнього другого студійного альбому Aquí estamos todos locos у 2018 році, популярність гурту почала зростати, після чого гурт брав участь на Download Festival та Resurrection Fest у 2019.

### Benidorm Fest (2023)
У 2023 році гурт брав участь Benidorm Fest 2023, національному відборі Іспанії на Пісенний конкурс Євробачення 2023 з піснею «Arcadia». Вони посіли четверте місце в першому півфіналі, який проходив 31 січня 2023 року, кваліфікувавшись до фіналу, де зайняли четверте місце. Того ж року було оголошено, що гурт виступатиме допоміжною групою в іспанській частині світового туру Babymetal.

### Пісенний конкурс Євробачення (2024)
У 2024 році гурт брав участь у національному відборі Сан-Марино на Пісенний конкурс Євробачення 2024 Una Voce per San Marino 2024 із піснею «11:11». Спочатку пісня була написана для участі в Benidorm Fest 2024, але телекомпанія RTVE не обрала цю пісню для участі на відборі. Щоб відповідати правилам сан-маринського відбору, останній приспів був перекладений італійською мовою. Вони змагалися у другому півфіналі та, пройшовши до другого шансу 23 лютого 2024 року, пройшли до фіналу. Гурт був оголошений переможцем конкурсу професійним журі з п'яти осіб, завдяки чому вони стали представниками країни на Пісенному конкурсі Євробачення 2024.

## Музичний стиль
Гурт створив свій музичний стиль як «Рок Фуксія», поєднання різних електронних, танцювальних і рок жанрів. Вони заявили, що вони ввели цей термін через зневагу до одного конкретного жанру, а Робер Буено заявив в одному з інтерв'ю: «Ми не бачили себе в жодному жанрі… наш стиль охоплює кілька жанрів. Нам подобається поп або рок, і ми висловлюємо свої смаки в наших піснях. І це поєднання всього цього». В іншому інтерв'ю гурт описав свою музику як «ідеальне поєднання зла та солодкої вати».

## Дискографія

### Альбоми
| Назва                    | Деталі |
| ------------------------ | --- |
| Siete                    | - Вийшов: 23 травня 2016 - Лейбл: On Fire Records / JBC Music - Формат: Онлайн, прослуховування в інтернеті |
| Aquí todos estamos locos | - Вийшов: 15 січня 2018 - Лейбл: On Fire Records / JBC Music - Формат: Онлайн, прослуховування в інтернеті  |
| Truco o trato            | - Вийшов: 28 жовтня 2022 - Лейбл: On Fire Records / JBC Music - Формат: Онлайн, прослуховування в інтернеті |

### Мініальбоми
| Назва                       | Деталі |
| --------------------------- | --- |
| Muérase quien pueda         | - Вийшов: 1 липня 2015 - Лейбл: On Fire Records / JBC Music - Формат: Онлайн, прослуховування в інтернеті    |
| Truco o trato (Capítulo I)  | - Вийшов: 1 березня 2021 - Лейбл: On Fire Records / JBC Music - Формат: Онлайн, прослуховування в інтернеті  |
| Pink Side                   | - Вийшов: 29 березня 2021 - Лейбл: On Fire Records / JBC Music - Формат: Онлайн, прослуховування в інтернеті |
| Truco o trato (Capítulo II) | - Вийшов: 13 травня 2022 - Лейбл: On Fire Records / JBC Music - Формат: Онлайн, прослуховування в інтернеті  |

### Сингли
| Назва                   | Рік  | Альбом або мініальбом |
| ----------------------- | ---- | --------------------- |
| «Truco o trato»         | 2020 | Truco o trato         |
| «Ni contigo ni sin ti»  | 2021 | Truco o trato         |
| «Medusa»                | 2022 | Truco o trato         |
| «Estanque de tormentas» | 2022 | Truco o trato         |
| «Hocus Pocus»           | 2022 | Truco o trato         |
| «Arcadia»               | 2022 | Truco o trato         |
| «11:11»                 | 2024 | Не входить до альбому |